# Harry Potter i Plameni pehar (igra)
Harry Potter i Plameni pehar računalna je i videoigra puštena u prodaju 11. studenog 2005., nekoliko dana prije premijernog prikazivanja istoimenog filma. I igra i film temelje se na romanu J. K. Rowling, Harry Potter i Plameni pehar.
U igri možete upravljati s tri glavna lika - Harryjem Potterom, Hermione Granger i Ronom Weasleyjem, a postoji i posve novi sustav bacanja čarolija koji dopušta udruženo bacanje čarolija. Igrači mogu igrati s prijateljima te tako kombinirati magiju koja će ih učiniti još moćnijima. Igrači također mogu skupljati grah sveokusnjak pomoću čarolije Accio te povećati svoju moć karticama stvorenja i likova. 
Igra je podijeljena na nekoliko razina, a neke od njih su zaključane sve dok igrač ne uspije sakupiti dovoljno Tromagijskih štitova da bi ih otključao. 

## Likovi

### Igrivi likovi
- Harry Potter: Četrnaestogodišnji čarobnjak. Harry je neočekivano odabran za četvrtog prvaka u Tromagijskom turniru i mora se natjecati na tri turnirska zadatka.
- Ron Weasley: jedan od Harryjevih dvoje najboljih prijatelja. Ron često upozorava Harryja i Hermionu na grah sveokusnjak Bertieja Botta kojeg ima po cijelom školskom posjedu. (neigriv tijekom Tromagijskog turnira)
- Hermione Granger: Harryjeva druga najbolja prijateljica. Poznata je po korištenju logike i odličnom bacanju čarolija. (neigriva tijekom Tromagijskog turnira)

### Ostali
- Arthur Weasley: Ronov otac. Gospodin Weasley prati obitelj Weasley, Harryja i Hermionu na metlobojsku utakmicu na početku igre. Također im pomaže u borbi između smrtonoša i gledatelja metlobojske utakmice.
- Divljooki Moody: Novi učitelj Obrane od mračnih sila u Hogwartsu.
- Cedric Diggory: prvi prvak Hogwartsa izabran za Tromgijski turnir. Cedric otkriva Harryju tajnu zlatnog jajeta prije drugog zadatka. U trećem zadatku omamljuje Kruma prije nego što ovaj uspije napasti Harryja.
- Fleur Delacour: prvakinja Beauxbatonsa na Tromagijskom turniru. Nije važan dio igre.
- Viktor Krum: Durmstrangov prvak na Tromagijskom turniru. Pod utjecajem kletve Imperius pokuša napasti Harryja tijekom trećeg zadatka.

## Čarolije
- Accio: čarolija prizivanja. Koristi se za skupljanje graha sveokusnjaka Bertiea Botta.

- Čarolije:
  - Wingardium Leviosa: Podiže predmete i stvorenja.
  - Carpe Retractum: Privlači predmete i određena stvorenja prema igraču.
  - Aqua Eructo: Ispaljuje mlaz vode kojim se može ugasiti vatra i ohladiti vatrena stvorenja.
  - Herbivicus: Uzrokuje rast lišća i ubrzano pupanje biljaka.
  - Alohomora: (GBA/Nintendo DS) Otvara zaključane kovčege i brave.
  - Glacius: (GBA/Nintendo DS) Zamrzava vodu i druge tekućine.
  - Reparo: (GBA/Nintendo DS) Popravlja potrgane predmete.
  - Incendio: (GBA/Nintendo DS) Spaljuje biljke.

- Uroci:
  - Orchideous: Neprijatelja pretvara u lebdeće cvijeće.
  - Orbis: Jednostavan plavi urok sličan flipendu koji je korišten u prijašnjim igrama.
  - Inflatus: Neprijatelji nateknu i puknu ili se pretvore u balončiće.
  - Avifors: Pretvara neprijatelja u jato gavranova.
  - Lapifors: Pretvara neprijatelje u nevine zečiće.
  - Ducklifors: Sličan Lapiforsu, pretvara neprijatelje u pačiće.
  - Melofors: Korisna čarolija koja glavu neprijatelja zamjenjuje velikom bundevom.
  - Pullus: Urok za pretvaranje neprijatelja u kokoši.
  - Vermiculus: Čarolija za pretvaranje neprijatelja u crve.
  - Ebublio: Pretvara neprijatelje u mjehuriće.
  - Ventus: (GBA/Nintendo DS) Priziva vjetar.
  - Confundus: (GBA/Nintendo DS) Čarolija koja trenutačno omamljuje divlje zvijeri.

## Stvorenja
- Gludovi: Močvarna životinja u mirovanju nalik na suhu granu, iako se pomnijim promatranjem mogu razaznati šape s plivaćim kožicama i vrlo oštri zubi.
- Salamanderi: Vatreni salamanderi narančaste boje koji pokušavaju rigati vatru na igrača.
- Erklinzi: Stvorenja nalik na vilenjake.
- Praskavi repani: Stvorenja s debelim oklopima koja iz zatka izbacuju vatru.
- Vampirske ose: Divovski kukci nalik na ose
- Mađarska bodljorepa: Agresivan zmaj.
- Gruvalice: Zelenkasta stvorenja koja žive na dnu jezera. Poznate su i kao vodeni demoni.
- Inferiusi: Voldemort koristi "leševe" za napad na posljednjem nivou.

## Predmeti
- Grah sveokusnjak Bertieja Botta: grah se može pronaći kroz cijelu igru, a koristi se za kupovanje kartica.
- Kartice: kupuju se da bi se otključale posebne sposobnosti.
- Čokoladne žabe: Pune energiju Harryja, Rona i Hermione.
- Paštete i Pumpkinove bučnice: Pune energiju Harryja, Rona i Hermione.

## Radnja
Za cijelu radnju pogledajte Harry Potter i Plameni pehar
Harry je neočekivano izabran za četvrtog prvaka na Tromagijskom turniru na svojoj četvrtoj godini u Hogwartsu. Tijekom školske godine mora naučiti čarolije i trikove potrebne za prolaz na tri turnirska zadatka, a na kraju se mora ponovno suočiti s Lordom Voldemortom.